# 422 TCN
422 TCN là một năm trong lịch La Mã.